# سرية قتل كعب بن الأشرف
 سرية قتل كعب بن الأشرف في أحد البعثات التي أرسلها النبي محمد. ، تولى محمد بن مسلمة لقتل كعب بن الأشرف.

## خلفية ما قبل السرية
وقال ابن إسحاق كان كعب بن الأشرف رجلا من طيء ثم أحد بني نبهان، وأمه من بني النضير , وأنه لما بلغه الخبر عن مقتل أهل بدر حين قدم زيد بن حارثة وعبد الله بن رواحة قال والله لئن كان محمد أصاب هؤلاء القوم لبطن الأرض خير من ظهرها، فلما تيقن عدو الله الخبر، خرج إلى مكة فنزل على المطلب بن أبي وداعة بن ضبيرة السهمي، وعنده عاتكة بنت أسيد بن أبي العيص بن أمية بن عبد شمس بن عبد مناف فأنزلته وأكرمته، وجعل يحرض على قتال رسول الله وينشد الأشعار، ويندب من قتل من المشركين في غزوة بدر ، ثم عاد إلى المدينة ، فجعل يشبب(1) بنساء المسلمين، ويهجو النبي وأصحابه .

## أحداث السرية
روى البخاري في صحيح البخاري أن رسول الله قال من لكعب بن الأشرف فإنه قد أذى الله ورسوله، فقام محمد بن مسلمة فقال يا رسول الله أتحب أن أقتله، قال نعم، قال فأذن لي أن أقول شيئا، قال قل فأتاه محمد بن مسلمة فقال إن هذا الرجل قد سألنا صدقة وإنه قد عنانا وإني قد أتيتك أستسلفك، قال وأيضا والله لتملنه، قال أنا قد اتبعناه فلا نحب أن ندعه حتى ننظر إلى أي شيء يصير شأنه وقد أردنا أن تسلفنا، قال نعم ارهنوني، قلت أي شيء تريد، قال ارهنوني نساءكم، فقالوا كيف نرهنك نساءنا وأنت أجمل العرب، قال فارهنوني أبناءكم، قالوا كيف نرهنك أبناءنا فيسب أحدهم فيقال رهن بوسق أو وسقين هذا عار علينا ولكن نرهنك اللأمة - يعني السلاح - ، فواعده أن يأتيه ليلا فجاءه ليلا ومعه أبو نائلة وهو أخو كعب من الرضاعة فدعاهم إلى الحصن فنزل إليهم فقالت له امرأته أين تخرج هذه الساعة، وقال غير عمرو، قالت أسمع صوتا كأنه يقطر منه الدم، قال إنما هو أخي محمد بن مسلمة ورضيعي أبو نائلة، إن الكريم لو دعى إلى طعنة بليل لأجاب .
ثم دخل محمد بن مسلمة معه رجلين، فقال إذا ما جاء فإني مائل بشعره فأشمه، فإذا رأيتموني استمكنت من رأسه فدونكم فاضربوه، وقال مرة ثم أشمكم، فنزل إليهم متوشحا وهو ينفح منه ريح الطيب، فقال ما رأيت كاليوم ريحا أي أطيب، فقال أتأذن لي أن أشم رأسك، قال نعم، فشمه ثم أشم أصحابه، ثم قال أتأذن لي، قال نعم، فلما استمكن منه قال دونكم، فقتلوه ثم أتوا النبي فأخبروه.

## هوامش
- 1: «التشبيب» تشبب بالمرأة إذا ذكر محاسنها وما أراده من اللهو بها.